# Eastern League
Die Eastern League ist eine Baseball-Liga der Minor League Baseball, die hauptsächlich im Nordosten der Vereinigten Staaten tätig ist. Die Eastern League spielt seit 1963 auf dem Double-A-Level. Die Liga wurde 1923 als New York-Pennsylvania League gegründet. 1936 wurde das erste Team außerhalb der beiden Ursprungsstaaten gegründet. 1938, als die Scranton Miners of Scranton, Pennsylvania, nach Hartford, Connecticut, umzogen und die Hartford Bees wurden, wurde die Liga in Eastern League umbenannt.
Seit 1923 gab es Teams der Eastern League in 51 verschiedenen Städten, die sich in 12 verschiedenen Staaten und zwei kanadischen Provinzen befanden. Die Liga bestand von 1923 bis 1993 aus sechs bis acht Mannschaften. 1994 wurde die Liga auf 10 Mannschaften erweitert und in zwei Divisionen aufgeteilt, die Northern Division und die Southern Division. 1999 erweiterte sich die Liga auf 12 Mannschaften, ergänzt durch die Altoona Curve und die Erie SeaWolves. Die beiden Divisionen wurden umstrukturiert und für die Saison 2010 in die Eastern Division und die Western Division umbenannt, da die Connecticut Defenders nach der Saison 2009 nach Richmond, Virginia, umzogen, wo sie heute als Richmond Flying Squirrels bekannt sind.

## Meister
Seit der Gründung der Eastern League im Jahr 1923 wurden die Meister auf unterschiedliche Weise ermittelt. Ein formales Playoff-System zur Bestimmung der Ligameister wurde 1934 eingeführt.
Die Binghamton Triplets gewannen 10 Meisterschaften, die meisten unter allen Teams der Liga, gefolgt von den Elmira Colonels/Pioneers/Royals (8) und den Scranton Miners/Red Sox (7). Unter den aktiven Teams haben die Harrisburg Senatoren 6 Meisterschaften gewonnen, gefolgt von den Akron Aeros/RubberDucks (5) und den Reading Fightin Phils (4).